# Itame intractata
Itame intractata là một loài bướm đêm trong họ Geometridae.